# Budapest Wolves 2015
Questa voce raccoglie le informazioni riguardanti i Budapest Wolves nelle competizioni ufficiali della stagione 2015.

## Maschile

### Hungarian Football League 2015

#### Stagione regolare
| 4 aprile 2015 1ª giornata | Budapest Wolves | 59 – 14 | Nyíregyháza Tigers |  |

| 26 aprile 2015 4ª giornata | Újpest Bulldogs | 3 – 65 | Budapest Wolves |  |

| 2 maggio 2015 5ª giornata | Budapest Wolves | 24 – 28 | Budapest Cowbells |  |

| 17 maggio 2015 7ª giornata | Bratislava Monarchs | 30 – 23 | Budapest Wolves |  |

| 25 maggio 2015 8ª giornata | Győr Sharks | 7 – 44 | Budapest Wolves |  |

| 6 giugno 2015 10ª giornata | Budapest Wolves | 80 – 40 | Miskolc Steelers |  |

#### Playoff
| Budapest 21 giugno 2015 Semifinale | Budapest Cowbells | 21 – 46 | Budapest Wolves | BKV Előre Sport Club |

| Budapest 4 luglio 2015 Hungarian Bowl | Bratislava Monarchs | 55 – 34 | Budapest Wolves | Szőnyi úti Stadion |

### AFL - Division II 2015

#### Stagione regolare
| 28 marzo 2015 1ª giornata | Budapest Wolves | 30 – 14 | Styrian Bears |  |

| 12 aprile 2015 3ª giornata | Vienna Warlords | 15 – 35 (6-7 2-14 0-0 7-14) | Budapest Wolves | (150 spett.) |

| 18 aprile 2015 4ª giornata | Budapest Wolves | 34 – 0 | Fürstenfeld Raptors |  |

| 9 maggio 2015 6ª giornata | Schwaz Hammers | 3 – 46 (0-0 3-22 0-17 0-7) | Budapest Wolves |  |

| 30 maggio 2015 8ª giornata | Budapest Wolves | 38 – 13 (14-0 15-0 0-13 9-0) | Schwaz Hammers |  |

| 13 giugno 2015 9ª giornata | Styrian Bears | 21 – 26 (7-2 14-12 0-0 0-12) | Budapest Wolves |  |

| 20 giugno 2015 10ª giornata | Budapest Wolves | 39 – 26 (6-17 6-0 27-2 0-7) | Vienna Warlords |  |

| 27 giugno 2015 11ª giornata | Fürstenfeld Raptors | 28 – 10 (7-0 7-10 7-0 7-0) | Budapest Wolves |  |

#### Playoff
| 5 luglio 2015 Semifinale | Budapest Wolves | 37 – 20 (10-0 13-7 14-7 0-6) | Salzburg Bulls | (240 spett.) |

| 12 luglio 2015 Iron Bowl | Amstetten Thunder | 21 – 24 (14-7 0-7 7-7 0-3) | Budapest Wolves | (750 spett.) |

### Statistiche di squadra
| Competizione              | %Vittorie | In casa | In casa | In casa | In casa | In casa | In casa | In trasferta | In trasferta | In trasferta | In trasferta | In trasferta | In trasferta | Totale | Totale | Totale | Totale | Totale | Totale |
| Competizione              | %Vittorie | G       | V       | N       | P       | Pf      | Ps      | G            | V            | N            | P            | Pf           | Ps           | G      | V      | N      | P      | Pf     | Ps     |
| ------------------------- | --------- | ------- | ------- | ------- | ------- | ------- | ------- | ------------ | ------------ | ------------ | ------------ | ------------ | ------------ | ------ | ------ | ------ | ------ | ------ | ------ |
| HFL - Stagione regolare   | .667      | 3       | 2       | 0       | 1       | 163     | 82      | 3            | 2            | 0            | 1            | 132          | 40           | 6      | 4      | 0      | 2      | 295    | 122    |
| HFL - Playoff             | .500      | 0       | 0       | 0       | 0       | 0       | 0       | 2            | 1            | 0            | 1            | 80           | 76           | 2      | 1      | 0      | 1      | 80     | 76     |
| AFLD2 - Stagione regolare | .875      | 4       | 4       | 0       | 0       | 141     | 53      | 4            | 3            | 0            | 1            | 117          | 67           | 8      | 7      | 0      | 1      | 258    | 120    |
| AFLD2 - Playoff           | 1.000     | 1       | 1       | 0       | 0       | 37      | 20      | 1            | 1            | 0            | 0            | 24           | 21           | 2      | 2      | 0      | 0      | 61     | 41     |
| Totale                    | .778      | 8       | 7       | 0       | 1       | 341     | 155     | 10           | 7            | 0            | 3            | 353          | 204          | 18     | 14     | 0      | 4      | 694    | 359    |

## Femminile

### AFL - Division Ladies 2015

#### Stagione regolare
| 20 settembre 2015 2ª giornata | Schwaz Hammers Ladies | 0 – 38 | Budapest Wolves Ladies |  |

| 26 settembre 2015 3ª giornata | Budapest Wolves Ladies | 60 – 0 | Graz Giants Ladies |  |

| 4 ottobre 2015 4ª giornata | Danube Dragons Ladies | 49 – 0 | Budapest Wolves Ladies |  |

| 25 ottobre 2015 7ª giornata | Budapest Wolves Ladies | 6 – 50 | Vienna Vikings Ladies |  |

#### Playoff
| 1º novembre 2015 Finale 3º - 4º posto | Budapest Wolves Ladies | 58 – 0 | Schwaz Hammers Ladies |  |

### Statistiche di squadra
| Competizione      | %Vittorie | In casa | In casa | In casa | In casa | In casa | In casa | In trasferta | In trasferta | In trasferta | In trasferta | In trasferta | In trasferta | Totale | Totale | Totale | Totale | Totale | Totale |
| Competizione      | %Vittorie | G       | V       | N       | P       | Pf      | Ps      | G            | V            | N            | P            | Pf           | Ps           | G      | V      | N      | P      | Pf     | Ps     |
| ----------------- | --------- | ------- | ------- | ------- | ------- | ------- | ------- | ------------ | ------------ | ------------ | ------------ | ------------ | ------------ | ------ | ------ | ------ | ------ | ------ | ------ |
| Stagione regolare | .500      | 2       | 1       | 0       | 1       | 66      | 50      | 2            | 1            | 0            | 1            | 38           | 49           | 4      | 2      | 0      | 2      | 104    | 99     |
| Playoff           | 1.000     | 1       | 1       | 0       | 0       | 58      | 0       | 0            | 0            | 0            | 0            | 0            | 0            | 1      | 1      | 0      | 0      | 58     | 0      |
| Totale            | .600      | 3       | 2       | 0       | 1       | 124     | 50      | 2            | 1            | 0            | 1            | 38           | 49           | 5      | 3      | 0      | 6      | 162    | 99     |